# Castel del Monte, Abruzzo
Castel del Monte är en ort och kommun i provinsen L'Aquila i regionen Abruzzo i Italien. Kommunen hade 449 invånare (2018).